# 서울 시티타워
서울 시티타워(영어: Seoul City Tower)는 대한민국 서울특별시 중구 회현동에 위치한 오피스 빌딩이다.., 2002년 1월 3일 완공 및 개장하였다.. 2011년 8월 환경개선공사 완료되었다. 2013년 라이나생명 진출 후 매입이 있다. 2015년 10월 신규 센터가 오픈하였다.

## 역사
2002년 이전에 착공하여 2002년 1월 3일에 완공하였다.... 대.... 대..... 대.

## 높이
높이는 108m이다. 완공하고 높다.

## 특징
서울시티는 서울시라는 것이다.

## 건축
서울에 건축했다. 높은 건물에 건축했다.

## 건물
서울 도시에 이 건물이 들어섰다. 대.. 대..

## 엘리베이터
엘리베이터 총 10대가 배치되어 있다. 승용은 8대고 비상용은 2대다.

## 내부 시설
| 층수                | 용도                          |
| ------------------- | ----------------------------- |
| 23층                | 오피스                        |
| 22층                | 오피스                        |
| 18층 ~ 21층         | 오피스                        |
| 17층                | 레오파마                      |
| 3층 ~ 21층          | 오피스                        |
| 5층                 | HR아카데미, 비즈허브 서울센터 |
| 2층                 | 로비, 오피스                  |
| 1층                 | 오피스                        |
| 지하 1층            | SCT MALL                      |
| 지하 8층 ~ 지하 2층 | 지하주차장                    |

## 주변
호텔 등이 있다.

## 기타
도로 가능하다.

## 같이 보기
- 서울 중구의 마천루 목록